# Астана (хоккейный клуб)
«Астана» (каз. Astana) — казахстанский хоккейный клуб из Астаны. Основан в 2011 году. Выступает в чемпионате Казахстана. Домашняя арена — СК Барыс.

## История
Зарождение хоккея в Астане (ранее – Акмолинск, Целиноград, Акмола) под названием ХК Динамо Целиноград состоялось в конце 50-х годов. Пионерами развития под руководством тренера Николая Фролова стали И. Корнилов, А. Анисимов, Б. Морозов, Ю. Колбасюк, В. Марьин, Ю. Гагулин, братья Бирюковы и Черпаковы, В, Антонов, С. Ефремов, Б. Грачев, Б. Бекбергенов, М. Кенетаев и др. В это же время в Акмолинске стали проводиться соревнования среди команд спортивных обществ и коллективов физкультуры. Дебют хоккеистов целинного края на республиканской арене состоялся в 3-м чемпионате Казахской ССР, который проходил в январе 1959 в Усть-Каменогорске. Команда, составленная, в основном из игроков хоккея с мячом, финишировала 4 из квартета участников. На следующий сезон акмолинцы выступали в республиканском первенстве «Енбек». Помимо республиканских чемпионатов, наши хоккеисты приняли участие во второй (1962 – 6 место) и третьей (1966 – 4 место) Спартакиаде КазССР.
После этого акмолинские хоккеисты принимали участие в областных соревнованиях. Но из-за того, что на протяжении длительного времени не был решен вопрос со строительством крытого катка, хоккей с шайбой несколько отошел в тень. Несмотря на это, уже более 40 лет работали детские секции хоккея, команды которых были участниками турнира «Золотой шайбы», и первенства Казахской ССР. Среди тренеров, много лет отдавших местному хоккею – В.И. Бровкин, В.Г. Зыкин и др. Отдельно следует отметить В.В. Пашковского, проработавшего тренером сборных команд Акмолинской области и Астаны более 30 лет, ставший первым президентом ХК «Барыс», ныне Владимир Витальевич – государственный тренер по хоккею. На протяжении длительного времени, не имея сносных условий, он воспитал не одно поколение юных хоккеистов, которые принимали участие во всех соревнованиях республиканского масштаба.
Самыми известными воспитанниками Астаны являются: Александр Кавзалов (1961, «Автомобилист» (Караганда), СКА (Новосибирск), «Мотор» (Барнаул), Сергей Лисин (1961, «Автомобилист» (Караганда), «Горняк» (Рудный), «Бинокор» (Ташкент) и Жанат Лесов (1966, «Строитель» (Темиртау).

### Возрождение хоккея города
Дебют профессиональной команды Астаны состоялся в сезоне 98/99, когда «ХК Женис» (главный тренер – В.В. Пашковский) принял участие в чемпионате Казахстана. Дебют оказался не совсем удачным – занято 4 место из 4 участников. После неудачного дебюта ХК Женис быль расформирован и вместо него городе появилась совсем новый хоккейный клуб Барыс который ныне выступает в КХЛ

### Новое возрождение исторического хоккея города и клуба
О создании нового клуба из столицы Казахстана было объявлено 9 августа 2011 года.
В первом своём чемпионате (2011/12) «Астана» была пятой.
В чемпионате 2012/13 года «Астана» была восьмой.
В 2019 году «Астана» становится частью системы хоккейного клуба «Барыс».
В 2020 году «Астана» объявляет о том, что пропустит сезон 2020/21.